# Circonscription administrative (France)
Pour les articles homonymes, voir Circonscription.
Une circonscription administrative est, en France, une zone géographique résultant d’une division du territoire national à des fins de gestion administrative. Dépourvue de personnalité juridique, elle sert de cadre à l'action de l'État dans les territoires au travers de ses services déconcentrés ou de ses représentants.
Elle se distingue de la collectivité territoriale, entité décentralisée.
Il existe deux types de circonscriptions administratives : les circonscriptions de droit commun au nombre de quatre (commune, arrondissement, département, région) et diverses circonscriptions administratives spécialisées. Le canton était jusqu'en 2015 une circonscription administrative de droit commun, initialement territoire d'exercice des justices de paix puis à partir de 1958 de certains services de sécurité, et supprimée en tant que circonscription administrative à la suite de la loi du 17 mai 2013 pour devenir circonscription d'élection des conseillers départementaux.

## Typologie
Il existe deux types de circonscriptions administratives : les circonscriptions de droit commun au nombre de quatre (commune, arrondissement, département, région) et diverses circonscriptions administratives spécialisées,. 

### Typologie actuelle
Le tableau ci-après présente la typologie des circonscriptions administratives en vigueur.
| Type | Libellé                                                 | Autorité administrative                                            | Finalité                                                               |
| --- | ------------------------------------------------------- | ------------------------------------------------------------------ | ---------------------------------------------------------------------- |
| Circonscription de droit commun                                                                             | Commune                                                 | Maire                                                              | Administration générale                                                |
| Circonscription de droit commun                                                                             | Arrondissement                                          | Sous-préfet                                                        | Administration générale                                                |
| Circonscription de droit commun                                                                             | Département                                             | Préfet de département                                              | Administration générale                                                |
| Circonscription de droit commun                                                                             | Région                                                  | Préfet de région                                                   | Administration générale                                                |
| Circonscription spécialisée (Toute circonscription administrative n'étant pas une circonscription générale) | Zone de défense et de sécurité                          | Préfet de zone                                                     | Gestion de la sécurité nationale et de la défense civile et économique |
| Circonscription spécialisée (Toute circonscription administrative n'étant pas une circonscription générale) | Circonscription administrative de bassin                | Préfet coordinateur de bassin                                      | Gestion de l'eau                                                       |
| Circonscription spécialisée (Toute circonscription administrative n'étant pas une circonscription générale) | Académie                                                | Recteur d'académie                                                 | Gestion de l'éducation nationale                                       |
| Circonscription spécialisée (Toute circonscription administrative n'étant pas une circonscription générale) | Circonscription départementale de l'Éducation nationale | Directeur académique des services de l'Éducation nationale (DASEN) | Gestion de l'éducation nationale                                       |
| Circonscription spécialisée (Toute circonscription administrative n'étant pas une circonscription générale) | Circonscription locale de l'Éducation nationale         | Inspecteur de l'Éducation nationale                                | Gestion de l'éducation nationale                                       |
| Circonscription spécialisée (Toute circonscription administrative n'étant pas une circonscription générale) | etc.                                                    |                                                                    |                                                                        |

### Anciennes circonscriptions administratives
- le canton
- le district
- les circonscriptions d'action régionale

## Découpage administratif de la République

### Situation actuelle
Le découpage administratif de la République est, au 1er janvier 2020, le suivant :
| Communes                  | 35 054 | France métropolitaine                                                                           | 34 839 |
| Communes                  | 35 054 | DOM                                                                                             | 129    |
| Communes                  | 35 054 | COM et Nouvelle-Calédonie                                                                       | 86     |
| Arrondissements           | 332    | France métropolitaine                                                                           | 320    |
| Arrondissements           | 332    | DOM                                                                                             | 12     |
| Départements              | 101    | France métropolitaine                                                                           | 96     |
| Départements              | 101    | DOM                                                                                             | 5      |
| Régions                   | 18     | France métropolitaine                                                                           | 13     |
| Régions                   | 18     | ROM                                                                                             | 5      |
| Collectivités d'outre-mer | 5      | Polynésie française, Wallis-et-Futuna, Saint-Pierre-et-Miquelon, Saint-Barthélemy, Saint-Martin | 5      |
| Territoire d'outre-mer    | 1      | Terres australes et antarctiques françaises                                                     | 1      |
| Nouvelle-Calédonie        | 1      |                                                                                                 | 1      |

Les 86 communes des collectivités d'outre-mer comprennent les trois communes de Saint-Barthélemy, Saint-Martin et Clipperton, répertoriées par l'Insee dans le code officiel géographique, les deux communes de Saint-Pierre-et-Miquelon, les 48 communes de Polynésie française et les 33 communes de Nouvelle-Calédonie. Nouvelle-Calédonie est découpée en trois  subdivision administrative. Wallis-et-Futuna est découpée en trois circonscriptions territoriales. Les Terres australes et antarctiques françaises sont découpées en 5 districts, la Polynésie française aussi.

### Évolution de 1921 à 1968
De 1921 à 1962, le nombre des communes ne varie guère puisqu’à une unité près, le nombre des communes en 1962 est le même qu'en 1921. Une diminution de 254 unités intervient en 1968, principalement à la suite de l’adoption de différentes mesures législatives et réglementaires pour remédier aux inconvénients résultant de l'extrême morcellement du territoire. Une ordonnance du 5 janvier 1959, des décrets des 22 janvier 1959 et du 14 octobre 1963, une loi du 9 juillet 1966 ont en effet facilité les opérations de fusion de communes et les ont assorties d'un certain nombre d'avantages d'ordre fiscal notamment.
| Année | départements | arrondissements | cantons | communes |
| ----- | ------------ | --------------- | ------- | -------- |
| 1921  | 90           | 385             | 3 019   | 37 963   |
| 1926  | 90           | 279             | 3 024   | 37 981   |
| 1931  | 90           | 279             | 3 024   | 38 004   |
| 1936  | 90           | 281             | 3 028   | 38 014   |
| 1946  | 90           | 311             | 3 028   | 37 989   |
| 1954  | 90           | 311             | 3 031   | 38 000   |
| 1962  | 90           | 313             | 3 052   | 37 962   |
| 1968  | 95           | 322             | 3 209   | 37 708   |